# Julio Ferrón
Julio Ferrón, vollständiger Name Julio César Ferrón Álvez, (* 12. Oktober 1988 in Montevideo) ist ein uruguayischer Fußballspieler.

## Karriere

### Verein
Der nach Angaben seines Vereins 1,85 Meter große Defensivakteur Ferrón stand mindestens seit der Apertura 2009 im Kader des Erstligisten Danubio. Für die Montevideaner bestritt er bis zum Abschluss der Spielzeit 2010/11 15 Spiele in der Primera División. In der Apertura 2011 stand er in Reihen des Ligakonkurrenten El Tanque Sisley. Dort absolvierte er 13 Ligaspiele. Sodann wechselte er nach Argentinien in die Nacional B und schloss sich Defensa y Justicia an. Seine Statistik weist dort elf Einsätze aus. In der Clausura 2013 stand er wieder in Reihen Danubios. Viermal stand er in jener Serie in Ligaspielen auf dem Platz. In der Apertura der Saison 2013/14 erhielt er bei einer Einwechslung lediglich sechs Minuten Einsatzzeit. Dies war auch einer Kreuzband-Verletzung zuzuschreiben, die im Oktober 2013 bei ihm diagnostiziert worden war. Bis zum Abschluss der Spielzeit 2013/14, in der seine Mannschaft den Landesmeistertitel gewann, kam er daher zu keinem weiteren Ligaeinsatz. In der Apertura 2014 wurde er ebenfalls in keinem Erstligaspiel eingesetzt. Im Januar 2015 schloss er sich erneut El Tanque Sisley an. Sieben Erstligaeinsätze (kein Tor) stehen dort in der Clausura 2015 für ihn zu Buche. Anschließend wechselte er im Juni 2015 nach Bolivien zum Club Universitario. Für die Bolivianer bestritt er bislang (Stand: 15. Juli 2017) zwei Ligaspiele (kein Tor).

### Erfolge
- Uruguayischer Meister: 2013/14